# زلاتكو ماسيك
زلاتكو ماسيك هو لاعب رماية (وحمل سابقاً جنسية يوغوسلافيا)، ولد في 21 أكتوبر 1928، وتوفي في 20 سبتمبر 1993.

## وصلات خارجية
- زلاتكو ماسيك على موقع أوليمبيديا (الإنجليزية)